# Балка Берестова
Балка Берестова — річка в Україні, у Бахмутському районі Донецької області. Ліва притока Ями (басейн Дону).

## Опис
Довжина річки 10 км, похил річки 8,1 м/км, найкоротша відстань між витоком і гирлом — 9,06 км, коефіцієнт звивистості річки — 1,11. Площа басейну водозбору 36,5 км². Річка формується 3 безіменними струмками та 4 загатами.

## Розташування
Бере початок у селі Берестове. Тече переважно на північний захід через селище Виїмку і між селами Званівка та Івано-Дар'ївка впадає у річку Яма, праву притоку Бахмутки.
Населені пункти вздовж берегової смуги: Веселе, Спірне.

## Цікаві факти
- У селі Берестове біля витоку річки пролягає автошлях Т 1302.
- У селищі Виїмка біля річки проходить залізниця. На лівому березі річки на відстані приблизно 455 м розташована станція Виїмка.